# Steffen Grummt
Steffen Grummt (Wilkau-Haßlau, 15 settembre 1959) è un bobbista tedesco.

## Biografia
Viene ricordato come vincitore di una medaglia d'oro nella sua disciplina, vittoria avvenuta ai campionati mondiali del 1985 (edizione tenutasi a Cervinia, in Italia) insieme ai suoi connazionali Bernhard Lehmann, Ingo Voge e Matthias Trübner Nell'edizione l'argento andò all'altra nazionale tedesca e il bronzo alla svizzera. Nel bob a due vinse una medaglia d'argento nel 1985 e una di bronzo nel 1986.